# 今泉 (上尾市)
今泉（いまいずみ）は、埼玉県上尾市の町名。現行行政地名は今泉一丁目・四丁目、および大字今泉。住居表示未実施地区。郵便番号は362-0047。
市の統計などでは大谷地区で分類されている。

## 地理
埼玉県の中央地域（県央地域）で、上尾市西部の大宮台地上に位置する。東側を弁財や柏座、南側を川や向山、西側を壱丁目や小敷谷、北側を小泉と接する。地区南部の大字川や大字向山との境界は複雑に錯綜し、現在でも大字今泉字台下の飛地が複数存在する。 
地区の東端を鴨川が流れ、北から新弁財橋、ずずむき橋、富士見橋が架かる。鴨川流域の低地と台地の間は傾斜が緩く、その境界は不明瞭である。また、地内を今泉雨水第2幹線（今泉都市下水路）が流れ、鴨川に合流している。
地区内は大字も含め全域が市街化区域で主に第一種低層住居専用地域（主要な通り沿いは第二種住居地域や第二種低層住居専用地域）に指定されている。大谷北部第二区画整理事業が進行中で一部生産緑地地区として農地も残るが、全体的に住宅地が広がっている。昭和30年以前までは屋敷森を持つ農家の集落が多かった。東部の低地には水田が広がっていたが、早期から宅地化されている。大谷北部第四土地区画整理事業が実施され、換地処分翌日の2020年（令和2年）11月21日に町名地番変更が実施されて今泉四丁目が成立した。なお、今泉二丁目および三丁目は存在しない。
地内には今泉西遺跡（県遺跡番号：14-174 ）や寺東Ⅰ遺跡（県遺跡番号：14-172）の縄文遺跡（包蔵地）が見られ、集落跡の遺構や土器片や打製石斧の遺物が発掘されている。

### 地価
住宅地の地価は、2018年（平成30年）の公示地価によれば、大字今泉字西152-6の地点で12万0000円/m2となっている。

## 歴史
もとは江戸期より存在した武蔵国足立郡大谷領に属する今泉村であった。『新編武蔵風土記稿』によると古くは周辺の川村・壱丁目村・向山村とで大谷村と称していたと云われている。川村および向山村のうちに飛地を領していた。村高は正保年間の『武蔵田園簿』では205石余（田61石余、畑138石余、山高5石余）、『元禄郷帳』および『天保郷帳』によると191石余であった。化政期の戸数は30軒余で、村の規模は東西6町、南北5町余であった。
地名は古泉（小泉）の関連地名と思われ、地内の泉（湧水）から起こったものと云われている。その泉は現在の西上尾第一団地の第二街区の7号棟付近にあったが、団地の造成の際に失われた。
1875年（明治8年）の農業産物高は武蔵国郡村誌によると米20石、大麦160石、小麦30石、大豆24石、小豆5石、栗20石、蕎麦7石、甘藷5400貫であった。
- はじめは幕府領、1624年（寛永元年）より知行は旗本柴田氏[6]。なお、検地は寛文年間に実施。
- 1698年（元禄11年）より上知され再び幕府領となるが、その後幕府領の一部（93石余）の知行が旗本小野氏となる[6]。
- 幕末の時点では幕府領（代官支配地）および旗本小野勘解由の知行であった。十連寺の寺領も存在した[6][17][注釈 3]。
- 1868年（慶応4年）6月19日 - 旧幕府領が武蔵知県事・山田政則（忍藩士）の管轄となる。
- 1869年（明治2年） 
  - 1月13日 - 武蔵知県事・宮原忠英の管轄区域に大宮県を設置、同県の管轄となる。県庁は東京府馬喰町に置かれる。
  - 9月29日 - 県庁が浦和に置かれ浦和県に改称。
- 1871年（明治4年）11月13日 - 第1次府県統合により埼玉県の管轄となる。
- 1872年（明治5年）
  - 3月 - 大区小区制施行により第19区に属す[18][19]。
  - 10月 - 地内の本行院（当山派修験、馬室村滝本院配下）が廃寺となる[20]。
- 時期不明（明治初年頃） - 十連寺を仮用して公立の今泉学校を開設する[6]。
- 1879年（明治12年）3月17日 - 郡区町村編制法により成立した北足立郡に属す。郡役所は浦和宿に設置。
- 1884年（明治17年）7月14日 - 連合戸長役場制により成立した平方村連合に属す。連合戸長役場は平方村に設置[21]。
- 1889年（明治22年）4月1日 - 町村制施行に伴い、今泉村を含む区域をもって大谷村が成立。向山村は大谷村の大字今泉となる。
- 1955年（昭和30年）1月1日 - 町村合併促進法の施行に伴い、大谷村が上尾町・平方町・原市町・大石村・上平村と上尾町・合併によって新たな上尾町となったことに伴い[22]、上尾町の大字となる。
- 1958年（昭和33年）7月15日 - 上尾町が市制施行され[22]、上尾市の大字となる。
- 1959年（昭和34年）1月1日 - 今泉共同墓地にある「柴田七九郎父子の墓」が市の史跡に指定される[23]。
- 1968年（昭和43年） - 日本住宅公団（現住宅・都市整備公団）が西部の山林を造成して西上尾第一団地が建設され、12月より入居が開始される[7][24]。
- 1969年（昭和44年） - 地内の今泉296番地の場所に「西上尾幼稚園」（現、西上尾しらぎく幼稚園[注釈 4]}）が開園（認可）する[26]。
- 1971年（昭和46年）5月20日 - 上尾市立西中学校の校舎の落成に伴い、上尾市立上尾中学校の仮校舎より移転する[27]。
- 1975年（昭和50年）
  - 4月1日 - 地内に上尾市立西小学校が開校する[28]。
  - 10月 - 地内に都市計画道路「上尾平方線」が開通する[29]。
- 1976年（昭和51年）4月1日 - 大字今泉268番地（現在地）に上尾市立今泉小学校が開校する[30]。
- 1978年（昭和53年）4月28日 - 大谷北部第一特定区画整理事業の都市計画決定[11]。
- 1980年（昭和55年）3月31日 - 地内の十連寺にある「十連寺板石塔婆」が市指定有形文化財（考古資料）に指定される[23]。
- 1986年（昭和61年）10月8日 - 大谷北部第一特定区画整理事業の完成により地番変更を実施、大字今泉の一部（字小泉境原、小泉境、狐島の全域）が大字弁財、弁財一丁目、大字小泉、大字谷津、大字大谷本郷、大字壱丁目の各一部と併合して今泉一丁目が成立する[31][8][32]。
- 1993年（平成5年）12月28日 - 大谷北部第二区画整理事業の都市計画決定[11]。
- 2006年（平成18年）
  - 10月7日 - 地内に上尾市児童館「こどもの城」が開設される[33]。
  - 月日不明 - 地内に「こどもの城公園」が同年度までに整備される[34]。
- 2007年（平成19年）1月23日 - 大谷北部第四地区土地区画整理事業の都市計画決定[11]。
- 2012年（平成24年）3月22日 - 地内の十連寺にある「十連寺徳本行者六字名号供養塔」が市の有形民俗文化財に指定される[23]。
- 2013年（平成25年）6月29日 - ショッピングセンター「アリオ上尾」が開業する。
- 2020年（令和2年）11月21日 - 大谷北部第四土地区画整理事業の換地処分が前日に行われたことに伴い、町名地番変更が行われ、大字今泉・大字川・大字向山の各一部から今泉四丁目が成立[12]。また、大字今泉の一部（字台下、字稲荷前）が壱丁目南、壱丁目北、向山五丁目の各一部となる。
- 2022年（令和4年）3月30日 - 上尾池袋線（泉が丘通り）の西上尾第一団地付近の未整備区間が開通する[35]。

### 存在していた小字
- 本村[8][36]
- 松原
- 西[注釈 5]
- 前[注釈 6]
- 稲荷前
- 前原
- 大西
- 西浦[注釈 7]
- 小泉境原[注釈 7]
- 小泉境
- 狐島
- 四反田
- 台下[注釈 8]
- 飛地

※登記簿上は今もなお存在する小字を含む。

## 世帯数と人口
2021年（令和3年）1月1日現在の世帯数と人口は以下の通りである
| 大字・丁目 | 世帯数    | 人口    |
| ---------- | --------- | ------- |
| 大字今泉   | 1,475世帯 | 3,417人 |
| 今泉一丁目 | 705世帯   | 1,583人 |
| 今泉四丁目 | 110世帯   | 242人   |
| 計         | 2,290世帯 | 5,242人 |

## 小・中学校の学区
市立小・中学校に通う場合、学区（校区）は以下の通りとなる。
| 大字・丁目 | 番地                  | 小学校               | 中学校               | 備考 |
| ---------- | --------------------- | -------------------- | -------------------- | ---- |
| 大字今泉   | 352〜361              | 上尾市立大石南小学校 | 上尾市立大石南中学校 |      |
| 大字今泉   | 1〜351、603〜605、961 | 上尾市立今泉小学校   | 上尾市立大谷中学校   |      |
| 大字今泉   | 606                   | 上尾市立大谷小学校   | 上尾市立大谷中学校   |      |
| 大字今泉   | 365〜590              | 上尾市立西小学校     | 上尾市立西中学校     |      |
| 今泉一丁目 | 全域                  | 上尾市立西小学校     | 上尾市立西中学校     |      |
| 今泉四丁目 | 全域                  | 上尾市立今泉小学校   | 上尾市立大谷中学校   |      |

## 事業所
2021年（令和3年）現在の経済センサス調査による事業所数と従業員数は以下の通りである。
| 大字・丁目 | 事業所数 | 従業員数 |
| ---------- | -------- | -------- |
| 大字今泉   | 62事業所 | 461人    |
| 今泉一丁目 | 30事業所 | 160人    |
| 今泉四丁目 | 5事業所  | 29人     |
| 計         | 97事業所 | 650人    |

## 交通
地区内に鉄道は敷設されていない。最寄り駅はJR東日本高崎線上尾駅であるが、大字今泉字西152-6の地点よりおよそ2.0 km離れている。

### 道路
地区内に国道および主要地方道・県道は通っていない。
- 上尾平方線[39]（市民体育館通り）
- バス通り[40] - 文字通り下記の東武バスの路線が設定されている。
- 上尾池袋線[10]（泉が丘通り）
- 中新井小泉線
- 小敷谷今泉線
- 今泉小泉線

### バス
上尾駅西口駅前より西上尾第一・第二団地方面への路線バスが多数運行されている。
東武バスウエスト上尾営業所
地区内は「今泉入口」、「今泉」、「第一団地入口」、「市民体育館前」、「今泉小学校」バス停留所が設置されている。
上尾市コミュニティバス「ぐるっとくん」
- 平方小敷谷循環

地区内は「こどもの城」バス停留所が設置されている。

## 地域

### 町内会
- 今泉町会[43]
- 東今泉町会

### 寺社
- 干菜山光明院十連寺[44] - 応永年間開山[注釈 9]。無名の小庵だったが1613年（慶長18年）10月、徳川家康が鷹狩りの際に立ち寄り、十連寺と名づけたと云われている。大谷領領主の柴田氏の墓所である。市指定文化財の「柴田七九郎父子の墓」、「十連寺板石塔婆」、「十連寺徳本行者六字名号供養塔」、「慶安の禁札」がある[23]。
- 氷川神社 - 平方八枝神社の兼務社[45]。境内に「八雲社」、「三峯社」、「稲荷社」、「疱瘡社」、「山王社」、「神明社」、「駒形荒脛日皇社」が鎮座する。

### 公園
- けやき公園 - 指定緊急避難場所（地震・洪水）に指定[46]。
- 和泉公園 - 指定緊急避難場所（地震・洪水）に指定。
- こぶし公園
- こどもの城公園 - 指定緊急避難場所（地震・洪水）に指定。
- 西上尾第一団地1街区グラウンド - 指定緊急避難場所（地震・洪水）に指定。

### 施設
- 西上尾第一団地（一部）
- アリオ上尾（一部）
- 上尾市立西中学校 - 指定緊急避難場所（地震）、指定一般避難所（地震のみ）に指定。
- 上尾市立西小学校 - 指定緊急避難場所（地震・洪水）、指定一般避難所に指定。
- 上尾市立今泉小学校 - 指定緊急避難場所（地震・洪水）、指定一般避難所に指定。
- 双葉台幼稚園 - 住所は大字川であるが、敷地の一部が今泉の区域に掛かる。
- しらぎく幼稚園
- スターファーム保育園
- 上尾市児童館こどもの城 - 指定緊急避難場所（地震・洪水）、指定一般避難所に指定。
- 上尾市今泉公民館
- 東今泉集会所
- 三井サニータウン集会所
- 六建ニュータウン自治会館
- 六建ニュータウン調節池[9]
- 大谷北部第二2号調整池 - 令和2年度供用開始予定
- 大谷北部第二3号調整池
- 大谷北部第二4号調整池